# Techniscope

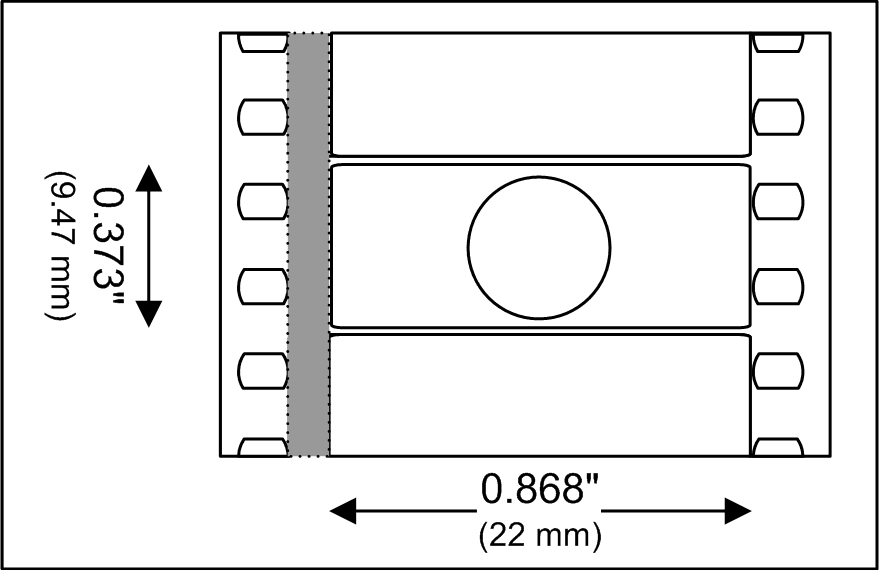
Película de Techniscope de 35 mm (2 perforaciones)

El Techniscope es un procedimiento de filmación cinematográfica de pantalla ancha, que utiliza un formato Technicolor que tiene solo dos perforaciones por fotograma. Era mucho más barato que la película tradicional pero la calidad de imagen era inferior.
Utiliza un formato panorámico 2,35:1 rodado con lentes esféricas. Tenía la ventaja de ocupar menor espacio de negativo que otros formatos, de modo que se reducían los costes de material, pero su calidad se veía reducida al ampliar la imagen para su proyección. 
Fue introducido por Technicolor Italia en 1963. Este formato fue muy utilizado por los spaghetti western rodados en Almería, hoy en día se encuentra en desuso.

## Descripción
El Techniscope utilizaba las mismas lentes esféricas utilizadas en todos los otros sistemas no anamórficos. Sin embargo, la altura de cada fotograma era de solamente dos perforaciones. Este fotograma, con una altura de la mitad, en relación con el 35 mm estándar, tenía una relación de aspecto de 2.35: 1, idéntica a la del Cinemascope. Sin embargo, cualquier cámara de 35 mm podía ser utilizada para las producciones en Techniscope. Únicamente, había que cambiar el movimiento de arrastre (pull-down). Diferentes empresas productoras de cámaras ofrecían conversores a Techniscope.
Las películas producidas en Techniscope eran impresas a partir del dye transfer system de Technicolor. Como en el caso del Superscope, Techniscope se podía beneficiar de ópticas de cámara de una distancia focal más corta, que ofrecían una profundidad de campo más amplia. A pesar de los esfuerzos realizados para conseguir una imagen óptima, a las películas de Techniscope aparecía granulado en las pantallas grandes.

## Proceso de laboratorio
En el laboratorio, se copiaba el negativo en una positivadora óptica, a través de un sistema óptico anamórfico horizontal inverso que "tiraba" este negativo verticalmente hasta cubrir el fotograma convencional de 35 mm. De este modo, el "medio fotograma" se ampliaba a un fotograma completo de 35 mm anamórfico, o 70 mm. Quedaba una imagen anamorfizada, que una vez se proyectaba, recuperaba de nuevo su aspecto normal, llenando una pantalla alargada, como la pantalla del Cinemascope. El coste de laboratorio aumentaba, pero el coste de producción del negativo se reducía a la mitad.
La imagen sufría una ampliación en dos fases, primero el estiramiento vertical en el laboratorio, y luego otra al ser desanamorfizada. Con todos estos procesos, en muchos casos, la imagen proyectada no era del todo correcta.

## Reaparición comercial
En 1999, en Australia, el propietario del laboratorio de películas MovieLab, Kelvin Crumpler, renombró el formato Techniscope con el nombre de Multivisión 235, intentando comercializarlo como un formato cinematográfico alternativo al formato Super 16. Sostenía que este formato producía una imagen de calidad de 35 mm (a partir de la que se podían obtener imágenes de proporción de aspecto 2.35: 1 y 1.85: 1) por el mismo coste que el formato Super 16.
Crumpler, juntamente con el ingeniero Bruce McNaughton del Aranda Grupo, produjo Arriflex BL1 y Arriflex IIC 35 mm; cámaras con el formato de las dos perforaciones del Techniscope. Las empresas Aaton, Panavision, y Arriflex tienen diferentes cámaras disponibles para este formato. Aparte, hay otros casos en que cámaras se han convertido en este formato, como la Arriflex 2A / B / C Arri 3 de Aranda o la cámara Kinora.
En 2011, Lomography presentó la cámara Lomokino, capaz de realizar películas cortas en un formato estándar de 35 mm con formato de marco similar a Techniscope, con dos perforaciones por cada exposición, sin espacio para la pista de sonido. Permite realizar filmaciones mudas cortas en analógico en cualquier película de 35 mm. Es considerada una cámara retro.

## Películas filmadas en Techniscope
A principios de los años 60, muchos cineastas que no tenían un presupuesto amplio, también querían optar por la pantalla ancha. El Techniscope, gracias a la reducción de costes de producción que suponía su utilización, lo permitió. Por este motivo, en muchos casos se ha referido a esta tecnología como "poor man's Cinemascope".
La primera película en este formato fue The Pharaoh 's Woman, presentada en diciembre de 1960. Este formato cogió mucha popularidad en el género de spaghetti westerns. Sergio Leone utilizó este formato en su famosa Dollars Trilogy o en Duck, You Sucker!.
En los Estados Unidos, este formato fue utilizado en producciones de Serie B. Se utilizó esta técnica para los westerns de bajo presupuesto de Paramount Pictures, y también en algunas de las producciones de MGM y Universal Studios.
James Cameron utilizó este formato para filmar el barco real hundido para la película Titanic. Fue convertido digitalmente al formato Super 35 de 4 perforaciones. Las ventajas que le ofrecía este formato era una larga duración de la carga de la cámara por la sumersión hasta el barco hundido.
Algunas de las películas recientes filmadas en este formato son I'm Yours (2012), Silver Linings Playbook (2012), y Argo (2012).

## Ventajas y desventajas[5]

### Ventajas
- Reducción del coste del negativo al 50%.
- Reducción al 50% del coste del revelado.
- Reducción del ruido de la cámara.
- Rodajes con objetivos esféricos de mayor profundidad de campo y menor coste de alquiler.

### Desventajas
- Necesidad de adaptar las cámaras.
- Mayor granulado en las imágenes.
- Requiere rodar con aberturas específicas.
- Necesidad de una mesa de edición adaptada a dos perforaciones.
- Necesidad de producir un intermediate en 2.35: 1 anamórfico, ya que no existían proyectores en dos perforaciones.